# You better move on
You better move on is een lied van Arthur Alexander dat hij in 1961 op een single plaatste. Hij schreef het nummer zelf. Op de B-kant verscheen het nummer A shot of rhythm and blues. Beide nummers verschenen een jaar later ook op het album dat eveneens You better move on heette. Van het nummer verschenen in de loop van de jaren tientallen covers.
In het lied reageert de zanger op een andere man die zijn geliefde wil en zegt dat de zanger niet de juiste voor haar is. Ondanks de mooie kleren en diamanten die die ander voor haar kan kopen, zingt hij dat hij gelooft dat ze toch gelukkig met hem is en zonder die ringen, al maken die ander zijn avances hem boos.

## Hitlijsten
Alexander behaalde met zijn single een nummer 24-notering in de Billboard Hot 100. Ook waren er nog drie andere versies met een notering in de Amerikaanse Hot Country Songs.
| Artiest                        | jaartal | hitnotering | hitlijst          |
| ------------------------------ | ------- | ----------- | ----------------- |
| Arthur Alexander               | 1962    | 24          | Billboard Hot 100 |
| Billy "Crash" Craddock         | 1971    | 10          | Hot Country Songs |
| Tommy Roe                      | 1979    | 70          | Hot Country Songs |
| George Jones & Johnny Paycheck | 1981    | 18          | Hot Country Songs |

## Andere covers
In de loop van de jaren werd het nummer tientallen malen gecoverd, waaronder op een single in Nederland door Piet Veerman in 1996. Hij behaalde er geen hitnotering mee. Ook bracht Roland Kaiser een Duitse versie uit met de titel Am besten Du gehst (1998).
Een greep uit de vele andere covers met de plaat waarop ze verschenen,  is als volgt: Bobby Vee (A Bobby Vee recording session, 1962), Dave Berry (R&B, 1964), The Rolling Stones (The Rolling Stones (ep), 1964), The Hollies (Stay with The Hollies, 1964), Travis Wammack (Travis Wammack, 1972), Dean Martin (You're the best thing that ever happened to me, 1973), Mink DeVille (Coup de grace, 1981), Chuck Jackson & Mark Knopfler (Adios amigo - A tribute to Arthur Alexander, 1994), The Moody Blues (Their full story, 2006) en Levon Helm (The Imus Ranch Record).